# Guerrilla
La guerra de guerrilles, genuïnament dita guerra de partides i antigament guerra guerrejada, és un tipus de confrontació en què uns escamots irregulars, és a dir, no professionals, dirigeixen petites i ràpides accions de combat contra un exèrcit, policia o, de vegades, altres forces insurgents. Aquestes accions poden ser independents o part d'una estratègia militar de més abast.
Les accions de la guerra de guerrilles es caracteritzen no per seguir els fronts de combat delimitats sinó per un tipus d'accions més assimilables al sabotatge: escaramusses, ràtzies, falses alarmes...
La guerra de guerrilles es practica en situacions on les forces entre els bel·ligerants no estan equilibrades. El partit minoritari en una confrontació armada tria aquesta forma de confrontació en situacions en què el control del territori està garantit pel bàndol dominant. La guerra de guerrilles cerca desestabilitzar al bàndol més fort. Les guerrilles actuen preferentment en zones poc poblades. Selves, boscos, deserts, muntanyes.

## Etimologia

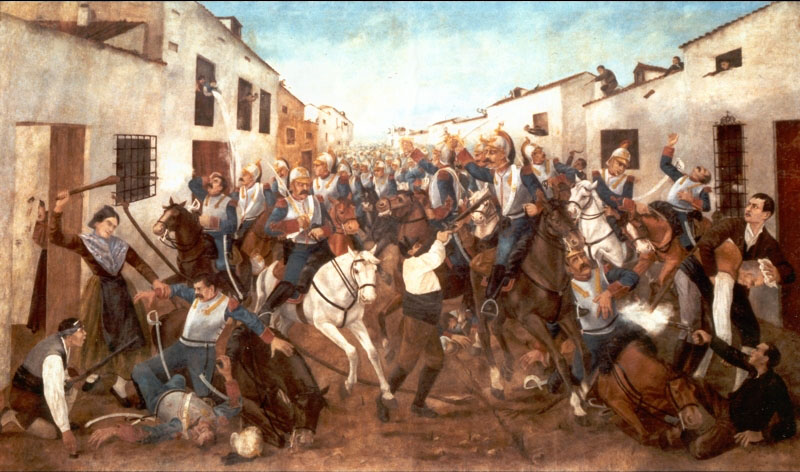
Resistència en forma de guerrilles a la península ibèrica a l'ocupació francesa a la batalla de Valdepeñas

En català, per influència espanyola, la paraula castellana guerrilla ha passat gairebé a substituir la forma genuïna guerra de partides, encara viva en les contrades on les Guerres Carlines van tenir més incidència. La paraula castellana guerrilla és la forma diminutiva de guerra ("guerra"). El terme es va popularitzar durant la Guerra Peninsular de principis del segle xix, quan, després de la derrota dels seus exèrcits regulars, els espanyols i portuguesos es van aixecar amb èxit contra les tropes napoleòniques i van derrotar un exèrcit molt superior mitjançant l'estratègia guerrillera. En l'ús correcte del castellà, persona que és membre d'una guerrilla unitat és un guerrillero ([geriˈʎeɾo]) si és home, o guerrillera ([geriˈʎeɾa]) si és dona.
El terme guerrilla es va utilitzar en altres llengües (en anglès des de 1809) per referir-se als combatents individuals (per exemple, "La ciutat va ser presa per la guerrilla"), i també (com en espanyol) per a designar un grup o banda d'aquests combatents. Tanmateix, en la majoria de les llengües guerrilla encara denota l'estil específic de la guerra. L'ús del diminutiu evoca les diferències de nombre, escala i abast entre l'exèrcit guerriller i l'exèrcit formal i professional de l'estat.

## Història

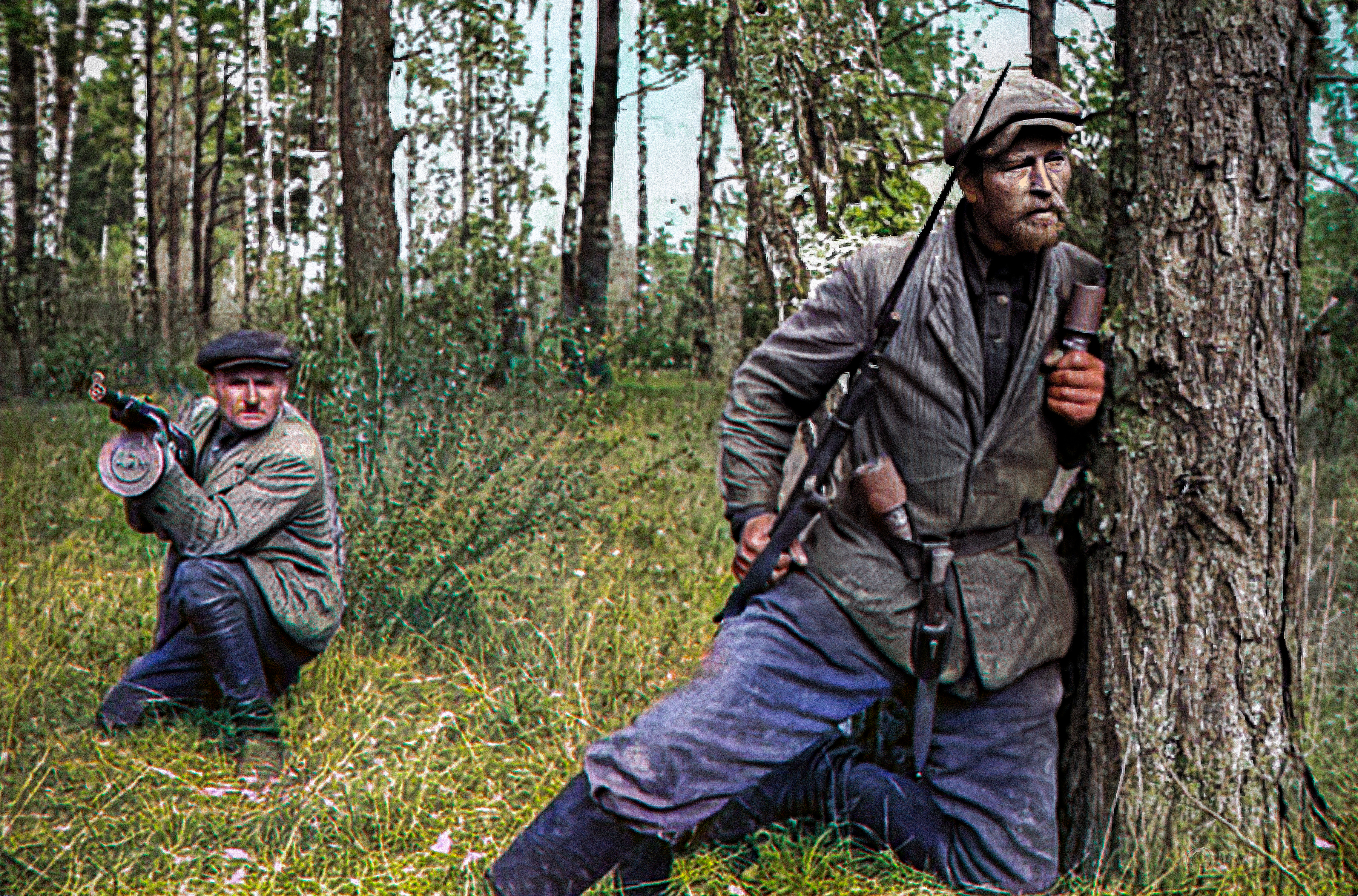
Guerrillers partisans a Belarús, 1943

Presumiblement, els guerrers tribals prehistòrics van utilitzar tàctiques d'estil guerriller contra les tribus enemigues. Les proves de la guerra convencional, en canvi, no van sorgir fins al 3100 aC a Egipte i Mesopotàmia.
El general i estrateg xinès Sun Tzu, en el seu L'art de la guerra (segle VI aC), es va convertir en un dels primers a proposar l'ús de la guerra de guerrilles. Això va inspirar l'evolució de la guerra de guerrilles moderna.
El segle xx va veure el naixement de l'anomenada guerrilla urbana. Al llarg de la història als guerrillers se'ls ha anomenat de moltes maneres: rebels, irregulars, insurgents, maquis, partisans, mercenaris… Alguns casos en concret de guerrillers són els fedayin (d'Algèria), els muyahidin (dels països àrabs) o els macheteros (d'Uruguai).

## Treballs teòrics
El creixement de la guerra de guerrilles es va inspirar en part en els treballs teòrics sobre la guerra de guerrilles, començant pel Manual de Guerra de Guerrillas de Matías Ramón Mella escrit al segle XIX:
| « | ...les nostres tropes haurien de... lluitar mentre estan protegides pel terreny... utilitzant petites unitats de guerrilla mòbils per esgotar l'enemic... negant-los el descans perquè només controlin el terreny sota els seus peus. | » |

Més recentment, Sobre la guerra de guerrilles de Mao Zedong, La guerra de guerrilles de Che Guevara, i Guerra de guerrilles de Lenin, tots van ser escrits després de les revolucions reeixides que van dur a terme a la Xina, Cuba i Rússia, respectivament. Aquells textos van caracteritzar la tàctica de la guerra de guerrilles com, segons el text de Che Guevara, ser "utilitzat pel bàndol que està recolzat per la majoria però que posseeix un nombre molt menor d'armes per utilitzar-los en defensa contra l'opressió".

### Teoria del foquisme
| «             | Per què lluita el guerriller? Hem d'arribar a la inevitable conclusió que el guerriller és un reformador social, que pren les armes responent a la protesta enfadada del poble contra els seus opressors, i que lluita per canviar el sistema social que manté tots els seus germans desarmats en la ignomínia i la misèria. | » |
| — Che Guevara | |   |

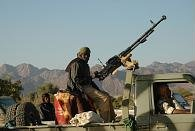
Un tuareg combatent rebel amb un DShK en un artillat al nord del Níger, 2008

A la dècada de 1960, el marxista revolucionari Che Guevara va desenvolupar la teoria del foquisme de la revolució al seu llibre La guerra de guerrilles, basat en les seves experiències durant la Revolució Cubana de 1959. Aquesta teoria es va formalitzar més tard com a "focalisme" per Régis Debray. El seu principi central és que l'avanguardisme per part de cadres de grups paramilitars petits i ràpids pot proporcionar un focus per al descontentament popular contra un règim assegut i, per tant, liderar una insurrecció general. Encara que l'enfocament original era mobilitzar i llançar atacs des de les zones rurals, moltes idees del foquisme es van adaptar als moviments de la guerra de guerrilles urbana.

## Efectes en l'oponent
L'efecte de la guerra de guerrilles sobre l'oponent és variable depenent del terreny on es lluiti. En camp obert no és gaire eficaç, però en jungles (com el cas de la guerra del Vietnam) o escenaris urbans pot arribar a ser devastador, especialment per desmoralitzar l'oponent i esgotar les seves forces. Alguns politòlegs com Harkavy R. i Neuman S. (2001) consideren que la guerra de guerrilles és una modalitat bèl·lica que obeeix al patró d'una guerra de desgast.